# Тіні тиску
Тіні тиску (рос. тени давления, англ. shades of pressure, extension halo; нім. Streckungshöfe m pl) – в мінералогії – лінзоподібний простір навколо порфіробластів, виповнений здебільшого кварцом. Син. – дворики розтягання. 

## Інтернет-ресурси
- "PRESSURE-SHADOWS" AND THE MEASUREMENT OF THE ORIENTATION OF MINERALS IN ROCKS. ADOLF PABST, University of California.